# Radiostacja „Klimek”

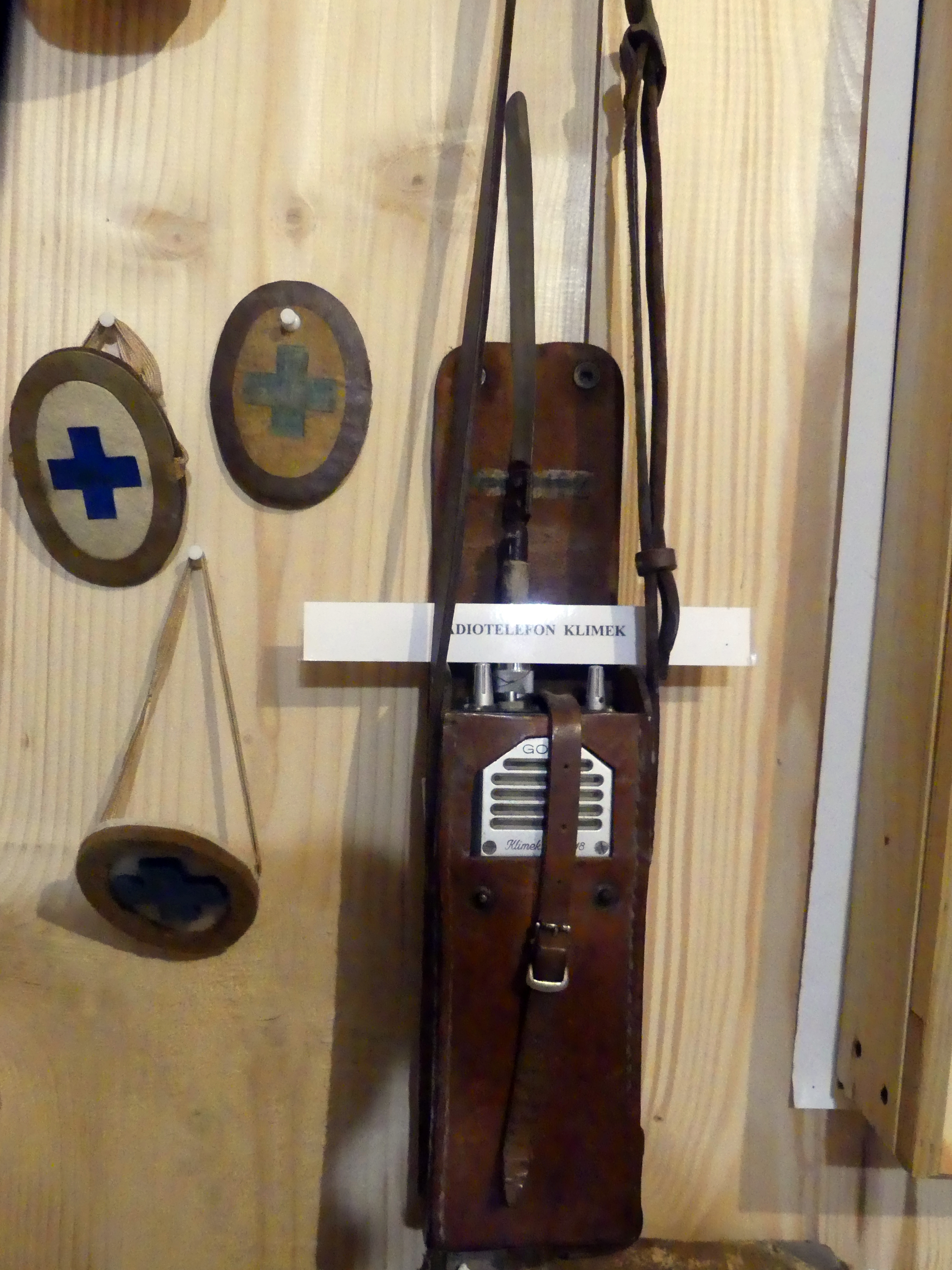
Radiotelefon „Klimek” w zrekonstruowanej dyżurce GOPR w Galicyjskim Rynku w Sanoku

Radiostacja „Klimek” – radiostacja (radiotelefon) UKF zaprojektowana przez konstruktora Wojciecha Nietykszę. Radiostacja znajdowała się na wyposażeniu ratowników górskich GOPR i TOPR oraz polskich wypraw wysokogórskich.

## Historia
W sierpniu 1964 roku dwaj słowaccy taternicy z Bratysławy, Jan Fabik i Milan Hasala, zdecydowali się na pokonanie drogi Czesława Momatiuka na północno-wschodniej ścianie Kazalnicy. Drugiego dnia wspinaczki, podczas próby wycofania się ze ściany w związku z gwałtownym pogorszeniem pogody, odpadli od ściany. Fabik wydostał się na półkę skalną, Hasala zawisł na linie i ostatecznie nie przeżył. Pomimo natychmiastowego zgłoszenia wypadku (o 14.50) i stosunkowej bliskości schroniska nad Morskim Okiem, akcja ratunkowa z użyciem zestawu Grammingera trwała w skrajnie trudnych warunkach (wiatr, deszcz, mgła, niska temperatura) ponad 24 godziny. Największym problemem, który utrudniał akcję i czynił ją skrajnie niebezpieczną, był brak możliwości kontaktu między poszczególnymi zespołami ratowników, zwłaszcza zaś z ratownikiem opuszczanym na linie. W tej sytuacji łączność zapewniłyby lekkie radiotelefony ręczne, których GOPR jeszcze wówczas nie posiadał.
W tym czasie w państwach zachodniej Europy służby ratownictwa górskiego takie radiotelefony już posiadały, w Polsce nie były jeszcze one produkowane. Do tego czasu GOPR do zapewnienia łączności używał wojskowych radiostacji plecakowych R-105, które nie sprawdzały się w czasie akcji w górach ze względu na ciężar i rozmiary. Podczas trzeciej polskiej wyprawy w Hindukusz himalaiści dla zapewnienia łączności byli wyposażeni w radiotelefony wojskowe R-116 (waga 4,5 kg, moc nadajnika 50 mW), jednak do baz etapowych położonych wyżej i do wspinaczki one także się nie nadawały.
W tym samym roku 1964 w ogólnopolskiej partyjnej gazecie „Trybuna Ludu” ukazał się artykuł, w którym GOPR apelował o zaopatrzenie ratowników górskich w radiotelefony przenośne o małej wadze.
Po ukazaniu się artykułu na apel GOPR odpowiedzieli krótkofalowcy: Wojciech Nietyksza (SP5FM) oraz Michał Gajewski (SP5QU). Krótkofalowcy przeprowadzili badania w zakresie propagacji fal radiowych w górach (Tatry, Bieszczady), przeprowadzili testy, opracowali specyfikację techniczną dla radiostacji, której parametry zapewniałyby najlepszą łączność w terenie górskim. Za wykonane prace przydatne dla polskich służb ratowniczych otrzymali III nagrodę w konkursie „Mistrz Techniki 1966”.
Na podstawie analiz Nietyksza wykonał prototypy radiotelefonów ręcznych pracujące na częstotliwości 40 MHz, które zostały przetestowane w Tatrach w marcu 1965. Po pozytywnej ocenie komisji GOPR radiotelefony zostały zamówione i weszły na wyposażenie służb ratownictwa górskiego. Radiotelefony otrzymały nazwę „Klimek” na cześć legendarnego ratownika górskiego Klemensa Bachledy. Nietyksza w swoim zakładzie wyprodukował kilkadziesiąt egzemplarzy dla GOPR i TOPR oraz na zamówienie dla Polskiego Związku Alpinizmu. Na wiosnę 1966 GOPR otrzymał pierwsze radiotelefony „Klimek”. Radiostacje te weszły na wyposażenie wszystkich stacji regionalnych GOPR w Polsce.
Radiotelefony sprawdzały się w najtrudniejszych górskich warunkach, dzięki nowatorskiemu zabezpieczeniu modułów i układów elektronicznych woskiem pszczelim przed niskimi temperaturami, wilgocią oraz kondesacją pary wodnej. Przycisk nadawania był tak skonstruowany, by ratownik górski lub himalaista mógł obsługiwać go w rękawicach w warunkach zimowych. Parametry pracy radiotelefonów były zgodne z obowiązującymi przepisami międzynarodowymi. Te urządzenia radiowe były zabierane przez polskie wyprawy wysokogórskie w najwyższe góry świata, Hindukusz, Karakorum oraz Himalaje. Były w użyciu np. podczas zdobycia szczytu Kunyang Chhish (1971).
Jeden z radiotelefonów z napisem POLAND, został odnaleziony pod szczytem Nanga Parbat w 2014. Po naprawie połączenia elektrycznego, zerwanego wskutek uszkodzenia czekanem obudowy, „Klimek” został uruchomiony: był w pełni sprawny, co świadczyło o jego niezawodności. Nietyksza następnie zaprojektował także stacjonarne radiotelefony „Wawa”, one także weszły na wyposażenie służb ratowniczych GOPR w Polsce. W 1997 wskutek postępu techniki stare wówczas „Klimki” zostały zastąpione radiotelefonami ręcznymi firmy „Motorola”. Od 2022 r. ratownicy GOPR posiadają na wyposażeniu radiotelefony Motorola DP4600 lub DP4601, alpiniści z Polskiego Związku Alpinizmu używają radiotelefonów o wadze ok. 250 g, np.: Kenwood NX220, Yeasu FT270.

## Opis
Radiotelefon „Klimek” posiadał konstrukcję wykorzystującą nowe wtedy elementy aktywne, półprzewodnikowe, bez użycia lamp elektronowych. Radiotelefon posiadał budowę modułową, chassis modułu stanowiła bakelitowa płytka, w której zaprasowywano cynowane rurki. Elementy elektroniczne były przewlekane przez otwory w rurkach i lutowane, analogicznie, jak na dzisiejszych płytkach drukowanych. Moduły były sprawdzane pod względem poprawności działania, a po zestrojeniu były zalewane woskiem. Radiotelefon posiadał blokadę szumów odbiornika, z możliwością regulacji pokrętłem progu działania. Nadajnik to 6-stopniowy układ wielkiej częstotliwości z oscylatorem kwarcowym z modulacją fazy, 18-krotnym powielaniem. Odbiornik to superheterodyna z podwójną przemianą częstotliwości, stabilizowana kwarcami. Radiotelefon posiadał przełącznik zmniejszenia mocy nadajnika (podczas łączności na bliskie odległości), co wydłużało czas pracy. Konstruktor planował wprowadzenie zmian konstrukcyjnych w celu zwiększenia mocy nadajnika do 250 mW, poprawę selektywności, zastosowanie kondensatorów o większej niezawodności przy niskich temperaturach oraz zmniejszenie masy radiotelefonu do 1,5 kg.

## Dane techniczne
(prototyp – źródło informacji miesięcznik „Radioamator i Krótkofalowiec”)
- zakres częstotliwości 40 MHz
- moc nadajnika do 180 mW
- emisja – modulacja częstotliwości F3, F2 (ton, zew)
- dewiacja sygnału FM ± 15 kHz
- czułość odbiornika ≤ 0,2 μV
- źródło zasilania: akumulatory KN 0,2
- czas pracy (odbiór/nadawanie 5:1) 8 godzin
- napięcie zasilania 10,8 V
- pobór prądu ze źródła zasilania:
  - podczas odbioru 15mA (nasłuch, włączona blokada szumów), 30 mA (odbiór sygnału, pełne wysterowanie głośnika)
  - podczas nadawania 50 mA
- waga radiostacji 1,750 kG.

## Anteny
- antena prętowa (przedłużona, większy zasięg łączności)
- antena (krótka), ze stalowej giętkiej taśmy, przeznaczona do akcji ratowniczych (mniejszy zasięg łączności).